# Selección masculina de rugby 7 de Canadá
La selección de rugby 7 de Canadá es el equipo masculino de la modalidad de rugby 7 y está regulado por Rugby Canada que es el ente nacional del deporte.
Juega en numerosos torneos como la Copa Mundial y la Serie Mundial, ambas organizadas por la World Rugby. Obtuvo el sexto puesto en la Serie Mundial de 1999-00 y en la del 2013-14, en el 2017 logró su primer triunfo en el Seven de Singapur.
En tanto, obtuvo la medalla de oro en los Juegos Panamericanos de 2011 y 2015, y la de bronce en los Juegos Mundiales de 2013. Compite también en eventos multideportivos como los Juegos de la Mancomunidad, Juegos Panamericanos y los Juegos Mundiales y desde 2012 del Seven de la Rugby Americas North, de la cual Canadá es miembro.

## Uniforme
La camiseta de los Maple Leafs es predominantemente roja, con vivos negros y blancos a los costados y en las mangas; la segunda camiseta invierte los colores. El short y las medias son negros.

## Palmarés
- Serie Mundial: 
  - Seven de Singapur (1): 2017
- Juegos Panamericanos (2): 2011, 2015
- RAN Sevens (6): 2012, 2013, 2016, 2019, 2022, 2024

## Participación en copas
| - Edimburgo 1993: 15º puesto - Hong Kong 1997: 21° puesto - Mar del Plata 2001: 5° puesto - Hong Kong 2005: 18º puesto - Dubái 2009: 13° puesto - Moscú 2013: 9º puesto - San Francisco 2018: 12º puesto - Ciudad del Cabo 2022: 13º puesto - Serie Mundial 99-00: 6.º puesto (60 pts) - Serie Mundial 00-01: 8º puesto (26 pts) - Serie Mundial 01-02: 12º puesto (8 pts) - Serie Mundial 02-03: 12º puesto (6 pts) - Serie Mundial 03-04: 9º puesto (22 pts) - Serie Mundial 04-05: 12º puesto (2 pts) - Serie Mundial 05-06: 12º puesto (4 pts) - Serie Mundial 06-07: 13º puesto (8 pts) - Serie Mundial 07-08: 16º puesto (2 pts) - Serie Mundial 08-09: 15º puesto (3 pts) - Serie Mundial 09-10: 11º puesto (15 pts) - Serie Mundial 10-11: 15.º puesto (5 pts) - Serie Mundial 11-12: 13..eɽ puesto (33 pts) - Serie Mundial 12-13: 12.º puesto (69 pts) - Serie Mundial 13-14: 6.º puesto (90 pts) - Serie Mundial 14-15: 9.º puesto (67 pts) - Serie Mundial 15-16: 13..eɽ puesto (40 pts) - Serie Mundial 16-17: 8.º puesto (98 pts) - Serie Mundial 17-18: 9.º puesto (76 pts) - Serie Mundial 18-19: 11.º puesto (59 pts) - Serie Mundial 19-20: 8.º puesto (57 pts) - Serie Mundial 20-21: 4º puesto (24 pts) - Serie Mundial 21-22: 14º puesto (34 pts) - Serie Mundial 22-23: 14º puesto (39 pts) - SVNS 23-24: 12º puesto | - Kuala Lumpur 1998: 5º puesto - Manchester 2002: 7º puesto - Melbourne 2006: 7º puesto - Nueva Delhi 2010: 10º puesto - Glasgow 2014: 9º puesto - Gold Coast 2018: 9º puesto - Birmingham 2022: 7º puesto - Akita 2001: 6º puesto - Duisburgo 2005: No participó - Kaohsiung 2009: No participó - Cali 2013: 3º puesto - Río 2016: no clasificó - Tokio 2020: 8º puesto - Challenger Series 2025: 3° puesto - Guadalajara 2011: 1º puesto - Toronto 2015: 1º puesto - Lima 2019: 2º puesto - Santiago 2023: 3º puesto Sólo participó en una edición anterior al 2012 - Nassau 2008: 2º puesto - Ottawa 2012: Campeón - Georgetown 2013: Campeón - Ciudad de México 2014: no participó - Cary 2015: 2º puesto - Puerto España 2016: Campeón - Ciudad de México 2017: no participó - Saint James 2018: no participó - George Town 2019: Campeón |